# Agernrør
Agernrør er en familie af VHF/UHF-elektronrør opkaldt efter deres lighed med agern på grund af glaskappen i den ene ende af røret, der lignede hætten på et agern. Det første agernrør RCA 955 blev udbudt kommercielt i marts 1935. Agernrørene fandt udbredt anvendelse i radiomodtagere og radarsystemer.

## Fordele
Elektronrørs højfrekvensydelse er begrænset af:
1. parasitisk lederinduktans og lederkapacitans og fortrængningseffekt, og
2. elektrontransittid (den tid, det tager elektronen at rejse fra katoden til anoden).

Transittidseffekter er komplicerede, men en simpel effekt er fasemarginen; en anden er indgangsledningsevne, også kendt som gitterbelastning. Ved ekstremt høje frekvenser kan elektroner, der ankommer til gitteret, komme ud af fase med dem, der bevæger sig mod anoden. Denne ubalance i ladningen får gitteret til at udvise en reaktans, der er meget mindre end dets lavfrekvente "åbne kredsløb"-karakteristik.
Agernrør såvel som Lighthouse-rør og Nuvistor-rør forsøger at minimere denne effekt ved at arrangere katode, gitter(e) og anode så tæt på hinanden som muligt.
Grundet denne minimering kan eksempelvis agernrørene RCA 954 anvendes op til ca. 430 MHz - og RCA 955 op til ca. 600 MHz.

## Ulempe
Grundet agernrørs vandrette tilledninger er de meget skrøbelige, når de skal isættes eller fjernes fra en rørsokkel. Glasset kan flække, der hvor tilledningen går gennem glasset, hvilket typisk resulterer i at glasset tillader luft at komme ind i elektronrøret og så er røret defekt. Det er grunden til at agernrør ikke fik så stor udbredelse.

## Kommercielle
Den oprindelige agernrør serie omfattede omkring et halvt dusin elektronrør, designet til at fungere i VHF-området. RCA 955 er en triode som først blev nævnt i 1934 og udbudt kommercielt i marts 1935. RCA 954- og RCA 956-typerne er henholdsvis sharp cut-off og remote cut-off pentoder, alle med indirekte 6,3 V, 150 mA opvarmet katoder. RCA type 957, 958 og 959 er til bærbart udstyr og har 1,25 V NiCd-akkumulatorspænding til opvarmning af katoderne. RCA 957 er en mellem-μ-signaltriode, RCA 958 er en sendetriode med dobbelte, parallelle glødetråde for øget elektronemission, og RCA 959 er en sharp cut-off pentode ligesom RCA 954. RCA 957 og 959 trækker 50 mA glødetrådsstrøm, 958 dobbelt så meget. I 1942 blev RCA 958A med skærpede elektronemissionsspecifikationer introduceret, efter at det viste sig, at RCA 958'ere med for høj elekronemission fortsatte med at virke, efter at glødetrådsstrømmen var slukket, idet katoden stadig opvarmedes tilstrækkeligt alene på anodestrømmen. Efter introduktionen af miniature 7-bens rørbasen - blev RCA 954, 955 og 956 gjort tilgængelige med denne rørbase som RCA 9001, 9002 og 9003. Andre agernrør inkluderer:
- Amerikanske:
  - EIA: 5731
  - RETMA: 6F4, 6L4[5]
- Europæiske:
  - Britiske: A40, A41, AP4, AT4, HA1, ZA1, ZA2
  - Kontinentale: 4671, 4672, 4674, 4675, 4676, 4695
  - Mullard-Philips: D1C, D2C, D1F, D2F, D3F, D11F, D12F, E1C, E1F, E2F
- Russiske: 6С1Ж, 6Ж1Ж, 6К1Ж[21]
- Japanske: UN954, UN955[22]

Af agernrør til højere effekter er der: 316A, 368A, 388A og 703A trioderne og 713A og 717A pentoderne.

## Eksempelanvendelser
Agernrør blev anvendt i et tv-samlesæt i 1937 under navnet Don Lee Television Kit af virksomheden Allied Radio Corporation.
I det danske tidsskrift OZ blev en gitterdykmeterkonstruktion beskrevet i 1955-1956 af K. Staack-Petersen, OZ2KP. De 14 spoler og RCA 955 (eller lignende agernrør) gør gitterdykmeteret i stand til at dække fra 1,750 MHz til 240 MHz.

## Konkurrence
Introduktionen af EF50 i 1939 var den første seriøse konkurrence for agerndesignet og erstattede agernrørene i mange roller, især efter krigen, hvor millioner af overskydende EF50'ere blev dumpet på markedet.